# 파이란
《파이란》(白蘭, Failan)은 2001년에 개봉한 송해성 감독의 두 번째 장편영화이다. 아사다 지로의 단편 〈러브레터〉를 원작으로 제작되었다. 제39회 대종상 영화제 감독상과 심사위원 특별상, 제22회 청룡영화상 감독상과 남우주연상, 제2회 부산영화평론가협회상 남우주연상을 받았다.

## 줄거리
강재는 인천에서 살아가는 삼류건달이다. 같이 상경해서 건달을 시작했던 친구 용식은 이미 조직의 우두머리가 된 반면, 능력도 없고 성품도 유약한 강재는 비디오 가게에서 불법 포르노를 팔며 후배 조직원들로부터는 무시당하는 신세다. 어느 날 용식은 조직의 나이트클럽에 찾아온 적대 조직원을 뒷골목에서 폭행한다. 그리고 강재의 앞에서 용식은 그만 그 조직원을 죽이고 만다. 시체는 처리했지만 곧 발각되어 체포되리라 짐작한 용식은 강재에게 무릎꿇고 자기 대신 징역을 살아달라고 부탁한다. 무시당하던 인생에 회의감을 느낀 강재는 친구의 부탁을 받아들이는 대신 자신의 꿈이었던, 배 한 척을 살 돈을 조건으로 내건다. 그런 강재에게 갑자기 아내 강백란의 부고가 들이닥친다.
백란, 중국식으로 파이란은 1년 전 강재와 위장결혼했던 중국인 여자였다. 중국에서 가족을 잃고 한국에 사는 친척을 찾아왔지만 이미 이민을 가버린 후였고, 불법체류자 신세가 되어 갈 곳이 없어지자 강재 친구이자 후배 조직원 경수가 운영하던 인력사무소에 찾아왔었다. 경수는 그녀를 강재와 위장결혼시킨 뒤 강원도로 보내어 일을 시키기로 했다. 당초에는 술집 작부로 취직시키려 했지만 파이란이 입에 피를 내어 병에 걸린 것처럼 보이는 바람에 무산됐다. 파이란은 결국 간성의 어느 작은 세탁소에서 머물며 일하게 된다.
처음에 한국말도 제대로 못하던 파이란은 곧 긍정적인 태도로 일을 시작하며 유능한 일꾼이 된다. 그러면서 그녀는 자신과 결혼해준 강재에게 진심으로 감사했다. 그러나 얼마 지나지 않아 파이란은 정말로 병에 걸려 버린다. 죽기 전에 파이란은 강재를 만나려고 인천으로 왔지만 하필 그녀의 눈앞에서 강재는 불법 포르노 판매로 경찰에 체포되어 버린다. 파이란은 어쩔 수 없이 강재에게 사랑한다는 편지를 쓴 뒤 병으로 생을 마감하였다.
강재는 서류상 남편으로서 신원확인을 하러 간성으로 간다. 가짜 남편 행세였지만 파이란의 편지를 읽은 강재는 슬픔과 동질감을 느낀다. 경찰서에 가서는 파이란의 죽음을 사무적으로 대하는 경찰에 분노한다. 시체안치소에서 파이란의 시체를 확인한 강재는 연기가 아닌 진심으로 슬퍼한다. 경수는 유해를 인근 바다에 뿌리고 가자고 했지만 강재는 그러지 못하고 그만 주저앉아 오열한다.
유해를 안고 인천으로 돌아온 강재는 마음을 바꾸어, 용식에게 감옥에 가지 않고 고향으로 내려가겠다는 선언을 한다. 그리고 떠날 채비를 하던 참에 전에 경수에게서 훔친 비상금을 돌려 놓다가, 옛날 경수가 파이란을 찍은 비디오를 발견하게 된다. 비디오를 보며 생전의 파이란이 부르는 노래를 들으며 눈물을 흘린 강재는 그 순간 용식이 보낸 부하 조직원에게 암살당하고 만다.

## 캐스팅
- 최민식 : 이강재(李江齋) 역
- 장백지 : 강백란(康白爛) / 파이란(병음: Báilàn) 역
- 손병호 : 박용식 역
- 공형진 : 경수 역
- 김지영 : 세탁소 주인 역
- 민경진 : 간성소장 역
- 장유상 : 똘마니 1 역
- 지대한 : 똘마니 2 역
- 손병희 : 똘마니 3 역
- 김영선 : 오락실 주인 역
- 김해곤 : 강릉 매니저 역
- 김경애 : 슈퍼 아줌마 역
- 한우진 : 비디오 청년 역
- 김광식 : 어우동 사내 역
- 정대훈 : 중학생 역
- 김수현 : 재수생 역
- 손진호 : 뉴스 캐스터 역
- 박우열 : 심사관 역
- 정종현 : 형사 역
- 김성훈 : 용식 운전수 역

## 영화 정보
영화 개봉과 동시에 '파사모'라는 이름의 팬카페가 만들어지기도 했다. 회원 수가 1,300명 이상 모였으며, 정기적으로 오프라인 모임을 가지고 상영회나 촬영지 순례 행사를 열기도 했다. 2001년 6월 열린 창단식에는 송해성 감독과 최민식이 참석하기도 했다.